# Список заслуженных артистов Узбекской ССР
Список заслуженных артистов Узбекской ССР
Ниже приведён список заслуженных артистов Узбекской ССР по годам присвоения звания.

## 1930-е

### 1937
- Ашрафи, Мухтар Ашрафович (1912—1975), композитор[1]
- Кариева, Махсума (1903—1946), актриса[2]

### 1939
- Пирмухамедов, Рахим (1897—1972), актёр театра и кино[3]
- Ташкенбаев, Игамберды (1866—1963), артист цирка[4]
- Ташкенбаева, Марьямхон Фахриддиновна (1911—1963), артистка цирка[5]

## 1940-е

### 1942
- Акилов, Исахар Хаимович (1914—1988), Танцор, балетмейстер[6]
- Боровиков, Павел Александрович (1914—1980), цирковой артист[7]

### 1943
- Гиацинтова, Софья Владимировна[8]
- Бирман, Серафима Германовна[8]
- Козлинский, Владимир Иванович (1891—1967), советский график, художник театра, сценограф[8]
- Соснин, Юзеф Исаакович[8]
- Вовси, Аркадий Григорьевич[8]
- Лойтер, Эфраим Борисович (1889—1963), советский режиссёр
- Соловьёв, Владимир Романович (1909—1968), актёр[8]
- Соловьёв-Всеволодов, Владимир Всеволодович[8]
- Алексеев, Николай Алексеевич[8]
- Мельников, Василий Петрович[8]
- Заславский, Файл Осипович[8]
- Штейн, Сергей Львович[8]
- Паркалаб, Наталья Николаевна[8]
- Эскин, Александр Моисеевич[8]
- Прокофьев, Александр Александрович[8]
- Прокофьев, Иван Дмитриевич[8]
- Соколинская, Адель Павловна[8]
- Соловьёв-Лобызовский, Иван Захарович[8]
- Синицын, Константин Александрович (1912—1976), актёр.[9]
- Ханов, Александр Александрович (1904—1983), актёр[10]

### 1944
- Акимова, Софья Владимировна (1887—1972), оперная певица
- Бжеская, Валентина Ефимовна (1896—1977), актриса[11]
- Свердлин, Лев Наумович (1901—1969), актёр, режиссёр театра[12]
- Хидоятова, Замира (1909—1998), театральная актриса[13]

### 1945
- Бойко-Могильниченко, Андрей Иванович[14]
- Довгаль, Нина Александровна[14]
- Есипов, Иван Нилович[14]
- Приселков, Николай Дмитриевич[14]
- Радомская, Елена Виссарионовна[14]
- Смидович, Наталья Викентьевна[14]
- Тихонов, Пётр Гаврилович[14]
- Урбанова, Наталья Андреевна[14]

### 1947
- Томский, Александр Романович (1905—1970), артист балета, балетмейстер[13]

### 1949
- Дубинский, Николай Вячеславович (1912—2002), актёр театра и кино

## 1950-е

### 1950
- Агзамова, Мавлюда[15]
- Акилова, Маргарита Бахлуловна[15]
- Азизова, Мукаррам (1913—1964)[15]
- Ахмедов, Сали (1907—?), актёр и режиссёр[15]
- Антипова, Татьяна Николаевна[15]
- Балтаев, Абдурауф[15]
- Бородин, Александр Васильевич[15]
- Вахидов, Сабир[15]
- Вахидов, Садык[15]
- Воровская-Случевская Вера Саввишна[15]
- Гусаков, Борис Наумович (1916—1988), гобоист[15]
- Давыдов, Михаил Давыдович (1913—1981)[15]
- Дударова, Наталия Алексеевна[15]
- Джамалов, Бохадыр[15]
- Джаббаров, Камильджан[15]
- Закиров, Дани[15]
- Исмаилова, Коммуна[15]
- Измайлова, Галия Баязитовна[15]
- Ишмухамдеов, Нурхан[15]
- Иоффе, Юрий Самойлович (1909—1977)[15]
- Козлов, Василий Константинович[15]
- Кузибаева, Хамрахон[16]
- Касимова, Умирхон[16]
- Каланов, Саид[16]
- Криворучко, Матвей Александрович[16]
- Камалов, Бахрам[16]
- Ли Агафья[16]
- Любанский, Матвей Робертович[16]
- Муслимова, Кифоят[16]
- Мелиева, Ширин Юсуповна (1921—2001), театральный режиссёр, актриса[16]
- Мамутов, Юлдаш (1914—1991)[16]
- Мадрахимов, Убайдулла[16]
- Маматханов, Ях-Яхан[16]
- Насырова, Мухтарам[16]
- Норбаев, Абдулхак[16]
- Орлинский, Владимир Евсеевич[16]
- Рахматова, Фарход[16]
- Ризанкулов, Усман Ризанкулович (1912—1965), кларнетист[16][17]
- Рахимов, Акбар[16]
- Рахимов, Пулат[16]
- Сергеева, Екатерина Ивановна[16]
- Случевский, Александр Васильевич[16]
- Сабуров, Борис Александрович (1912—1992), актёр театра и кино[16][18]
- Саттаров, Мухтар[16]
- Сайдалиев, Джура[16]
- Таджиев, Бако Хамидович (1913—1989) — театральный режиссёр, актёр[16]
- Талипов, Сагат[16]
- Файзиев, Ахмад (1910—1993) актёр театра и кино.[16]
- Хашимов, Насым[16]
- Ходжаева, Салима Шаюсуповна[16]
- Хасанов, Наби[16]
- Ходжаев, Али[16]

### 1954
- Зарипов, Хаким Каримович (1924—2023), артист цирка (наездник), киноактёр[19]
- Фоменко, Иван Иванович[20]
- Ярашев, Саттар Ярашевич (1915—1991)[21]
- Юсупов, Акрам Мамедович (1905—1975), цирковой артист; ковёрный клоун[22]

### 1955
- Зарипова, Союза (Холида) (1927—2006), артистка цирка (наездница)[23]
- Ходжаниязов, Сапар (1910—?), театральный актёр[24]

### 1956
- Абдуллаев, Карим Абдулаевич (1901—1977), композитор[25]
- Аланазаров, Тореш (1916—?), театральный актёр[26]
- Алимов, Анвар[27]
- Ахмедов, Ибрагим[25]
- Габриэлян, Сурен Микиртичевич[28]
- Ганиев, Учкун[29]
- Гинзбург, Александр Осипович (1916—1973)[30]
- Ихтияров, Ахмед Мухтарович[27]
- Кабулова, Саодат Кабуловна (1925—2007), оперная певица[29]
- Кадыров, Аспия[27]
- Кадыров, Аюб[29]
- Маваева, Гульара[29]
- Миркаримова, Кундуз[29]
- Мухамеджанов, Закир Мухамеджанович (1921—2012), актёр[30]
- Нажмуддинов, Шакир[30]
- Наимов, Хаёт[27]
- Нишанов, Хаким Кабирович[25]
- Проценко, Иван Матвеевич[25]
- Умарходжаев, Мухамед[30]
- Хасанов, Абид[30]
- Ходжаев, Ташходжа[30]

### 1957
- Атамуратова, Арзыгуль[31]
- Алланазаров, Тореш (1916—2000), актёр, режиссёр[31]
- Бекчанова, Эркина[32]
- Давлетова, Оразгуль (1923—2005)[31]
- Зарипов, Заит[31]
- Карабаева, Софья[31]
- Матьякупова, Кальбике[31]
- Матжанов, Мадрейм[31]
- Назаров, Фаттах (1919—1982), композитор[31]
- Насимов, Мардан[31]
- Рахимов, Матъёкуб Рахимович (1918—1993), певец (лирико-драматический тенор), актёр театра[32]
- Сабирова, Алтын[31]

### 1958
- Абдулов, Гавриил Данилович (1908—1980), актёр и театральный режиссёр[33]

### 1959
- Давыдова, Ксения Беньяминовна (1918—1992), оперная певица (меццо-сопрано)[34]

## 1960-е

### 1964
- Абдукаюмова, Айниса Сулейманова[35]
- Алиева, Ирода Мирзахановна[35]
- Алимов, Захид Каримбаевич[35]
- Аманова, Хамро[35]
- Бабаханова, Хадича[35]
- Бакаев, Вафо Атаевич[35]
- Бекчанов, Джуманазар[35]
- Беньяминов, Сасон Гаврилович[35]
- Вахидова, Назира[35]
- Гринберг, Александр Михайлович[35]
- Дадаев, Кахрамон[35]
- Джаманшалова, Доржан Кожамкуловна[35]
- Закирова, Луиза Каримовна[35]
- Именджанова, Роза[35]
- Иногамов, Тойчи[35]
- Ирматов, Мелик[35]
- Исаханов, Генрих Давидович (род. 1933), Оперный певец, режиссёр[35]
- Исмаилов, Хусан[35]
- Ихтияров, Бахтияр Ахмедович (1940—2021), актёр[35]
- Кадыров, Вахид (1925—1992)[35]
- Кадыров, Таваккал[35]
- Касимов, Джура[35]
- Касимов, Нигмат Касымович[35]
- Кузнецов, Анатолий Владимирович[35]
- Лаут, Розалинда Бернгардовна (1925—2013), оперная певица (лирико-драматическое сопрано)[35]
- Мавланов, Бахрам Файзилевич[35]
- Маликбаева, Эркли Вахидовна[35]
- Мамбетова, Сулухан[35]
- Муминов, Каримджан[35]
- Мусаева, Мухаббат[35]
- Мустафакулов, Хаит[35]
- Мухамедов, Махмуджан[35]
- Низамова, Рано Хашимовна[35]
- Нуриддинова, Тамара Тимуровна[35]
- Нурмухамедов, Бадал[36]
- Проскуринна, Валентина Яковлевна[35]
- Пулатов, Сурат Абидович[35]
- Рахматуллаева, Зулейха Джунатовна[35]
- Романова, Валентина Николаевна[35]
- Сайдалиев, Ахрал[35]
- Саттаров, Хайдар[35]
- Султанова, Вера Андреевна[35]
- Султанов, Рихси[35]
- Султанов, Абдукахар Султанович[35]
- Таджибаева, Анахон[35]
- Тангуриев, Раджаб[35]
- Ташкенбаева, Донахон Обиджановна (род. 1938), артистка цирка[35]
- Ташматов, Гани[35]
- Тураев, Юнус[35]
- Тухтасинов, Салахутдин Джалилович[35]
- Умаров, Фахриддин Аслпулатович[35]
- Умаров, Хамза (1925—1987)[35]
- Фаязова, Амина[35]
- Хамидова, Манзура[36]
- Хамидов, Мухсин Хамидович[35]
- Харратов, Файзил Юсупович[35]
- Ходжаев, Леонид Чаканович[35]
- Циринский, Моисей Нухимович[35]
- Шабадаш, Мариам Михакловна[35]
- Шарипов, Таштемир[35]
- Шарипова, Равшан Курьязовна[35]
- Шукарева-Абакшина, Валентина Михайловна[35]
- Эреджепова, Сабрие (1912—1977)[35]
- Юлдашев, Эргаш[35]
- Юлдашева, Мухаббат[36]
- Юлдашева, Сурма[35]
- Юлинская, Анна Степановна[35]
- Юнусова, Тамара Юнусовна[35]
- Юсупов, Владимир Акрамович[35]

### 1965
- Зарипова, Муборак (1906—1992), артистка цирка, клоунесса[23]
- Зарипова, Нина Дмитриевна (1924—2018), артистка цирка, наездница[23]
- Ниязов, Мамад Азиз[37]
- Топчи, Эдие[38]
- Хакимова, Рахима Палвановна[37]
- Шабаратов, Каюм[39]
- Юлдашев, Сайфутдин

### 1966
- Ташкенбаев, Камалджан (1927—1991), артист цирка[40]
- Ташкенбаев, Эркин Шакирджанович (1929—2005), артист цирка[5]

### 1967
- Исмаилов, Афандихон Асомидинович (1905—1985), актёр, режиссёр
- Малкеев, Аркадий Вениаминович (1923—2022), флейтист[41]
- Ташкенбаева, Мамлакат (род. 1940), артистка цирка, наездница[40]
- Жданов, Юрий Леонидович[42]
- Колесников, Лев Сергеевич[42]
- Макаренко, Родион Иванович[42]
- Смислова, Лидия Васильевна[42]
- Сумароков, Эдуард Анатольевич[42]
- Шаманов, Курбанкул[42]
- Азизов, Тургун Турсунович[43]
- Алламурадова, Сулу[43]
- Атаджанов, Рабия[43]
- Батыров, Равиль Исмаилович[43]
- Бахшиш, Ильяс Темирович[43]
- Баширова, Нелла
- Зайниддинов, Насриддин[43]
- Ибрагимова, Хамида[43]
- Ибрагимова, Рихсихан[43]
- Исмаилов, Афанди[43]
- Кары-якубова, Мукаддам[43]
- Каримова, Дилора Шамиловна[43]
- Кучликова, Рафоат[43]
- Мансуров, Карим[43]
- Миралимбаева, Алла Курчкаровна[43]
- Нарбаева, Айдин[43]
- Раджабов, Якуб[43]
- Расулходжаева, Эркиной[43]
- Русинов, Владимир Алексеевич[43]
- Сатибалдыева, Суйдин[43]
- Тангуриева, Севилья Рифатовна[43]
- Убайдуллаева, Марифат[43]
- Хакимова, Флора[43]
- Царев, Константин Васильевич[43]
- Шляпикова, Тамара Александровна[43]
- Юсупов, Анвар[43]
- Юсупов, Нафтола[43]
- Юсупова, Роза[43]

### 1969
- Зарипова, Нина Дмитриевна[44]
- Дадамухамедов, Ильхом (род. 1928), артист цирка[23]
- Ишмухамедов, Эльёр Мухитдинович (род. 1942), кинорежиссёр и сценарист[45]
- Мирмахсудов, Мирзахид (род. 1928), артист цирка и кино[46][44]
- Саидкасымов, Пулат (1931—2019), артист театра и кино[47]
- Сатвалдыев, Сайдымурат (род. 1928), артист цирка[46][44]
- Ташкенбаева, Мамлакат Абиджановна[44]
- Ульянов, Павел Степанович[44]
- Ханеданьян, Грайр Грайрович (род. 1939), оперный певец
- Шарифбаев, Фахритдин Рахимбердиевич (1928—1997), артист цирка[23][44]

## 1970-е

### 1971
- Абдукаюмов, Абдугани Абдумаликович (1928—2002), дирижёр[48]

### 1973
- Бабаджанов, Кадыр[49]
- Беляков, Пётр Иванович (род. 1918), фаготист[50][51]
- Гафарова, Зайнура Юсуповна[52]
- Ибрагимов, Ходжимурад[53]
- Ильяева, Елизавета[54]
- Кабулов, Анатолий Зухурович[55]
- Казимир, Александр Константинович[56]
- Мельникова, Людмила Семёновна[57]
- Мирзаев, Абид Мирзаевич[58]
- Таджи-Аглаев, Гулям[59]
- Тамаев, Борис Анисимович[56]
- Тураева, Галина Мухамеджановна[56]
- Халилов, Наби Халилович[60]
- Хидоятова, Рано[61]

### 1974
- Кандов, Эсон (род. 1941)
- Рахмонов, Журахон Рахмонбердиевич (1917—1977), советский актёр театра и кино, артист Ошского узбекского академического музыкально-драматического театра имени Бобура (ранее имени Кирова)[62]
- Решетнев, Владимир Александрович (1937—2009), театральный актёр[63]
- Дошумова, Тамара Ганиевна[64]
- Гафуров, Абдухамид Халимович[64]
- Алиев, Бахтиёр Ташкенбаевич[65]

### 1975
- Ройтблат, Лев Абрамович (1921—?), трубач и дирижёр[66]
- Терзян, Григор Ервантович (1935—2009), трубач и дирижёр[67]

### 1976
- Юсупова, Офелия Юнусовна (род. 1938), пианистка

### 1977
- Джалилова, Клара Алимадатовна (1937—2020), певица, актриса театра и кино
- Пулатов, Василий Фёдорович (род. 1920), трубач[68]

### 1978
- Юсупов, Ибрагим Юсупович (1935—2014), артист балета, балетмейстер[69]
- Малаев, Ильяс Эфраимович (1936—2008), музыкант-виртуоз, поэт, драматург, композитор, знаток «Шашмакома»[70]
- Шадманов, Сулейман Нуруллаевич (род. 1938), дирижёр, хормейстер[71]

### 1979
- Мустафин, Георгий Аркадьевич (1938—2015), актёр, режиссёр[72]
- Полудяблик, Фёдор Михайлович (1919—1994), артист цирка, акробат[73]

## 1980-е

### 1980
- Зарипова, Говхар Хакимовна (род. 1949), артистка цирка[46]
- Сагдиев, Хайрулла Хабибович (род. 1940), актёр театра и кино[74]
- Ташкенбаев, Алим Абиджанович (род. 1945), артист цирка[40]

### 1981
- Михальченко, Алла Анатольевна (род. 1937), балерина
- Хатамова, Эркиной Банижоновна (род. 1942), актриса[75]

### 1982
- Ёрматов, Шермат (1939—2021), композитор и дирижёр[76]
- Латипов, Рахмаджон Мамадалиевич (род. 1941), оперный певец[77]

### 1983
- Мухаммадали Абдукундузов (род. 1952), актёр
- Шакирова, Тамара Халимовна (1955—2012), актриса театра и кино

### 1985
- Камбарова, Дилором Файзуллаевна (род. 1957), актриса[78]

### 1986
- Ташматов, Мансур (род. 1954), певец[79]

### 1987
- Белей, Роман Эрнестович (род. 1940), артист цирка, акробат[40]
- Ташкенбаев, Алишер (род. 1954), цирковой артист[40]

### 1988
- Александрова, Ольга Алексеевна (род. 1946), оперная певица[80]
- Муминов, Теша Хусаинович (род. 1949), актёр театра и кино[81]

### 1989
- Куценко, Ольга Алексеевна (1949—2020), советская и российская оперная певица, педагог[82]
- Бакирова, Айбарчин (1950—2020), актриса[83]
- Сафаров, Радик Рашидович (1940—2023), валторнист[84]

## Дата присвоения звания требует уточнения
- Алиходжаев, Ульмас Сафаевич (1941—2015), актёр[85]
- Загурская, Галина Николаевна (1905—1978), актриса[86]
- Кандалова, Лариса Васильевна (1950—2007), певица
- Норбаева, Светлана Абдулхаковна (род. 1944), актриса[87]
- Нурмухамедова, Наталья Саттыевна (род. 1951), певица
- Товстоногов, Георгий Александрович (1915—1989), театральный режиссёр[88].